# Oldrzych (1134–1177)
Oldrzych (ur. 1134, zm. 18 października 1177) – książę hradecki w latach 1152–1153 i ołomuniecki w latach 1173–1177.
Oldrzych był synem Sobiesława I i Adelajdy, księżniczki węgierskiej.
Po śmierci ojca wraz z rodzeństwem musiał uchodzić z kraju. Przebywał w Rzeszy, gdzie zamierzał uzyskać pomoc przeciw Władysławowi II, co się mu częściowo udało w 1152 r. W tej sytuacji czeski książę zaproponował mu pokój i Oldrzych wrócił do kraju. Otrzymał w zarząd dzielnicę hradecką, ale szybko się zorientował, że nie uzyska realnej władzy i zapewne także straci także to co otrzymał. Już w 1153 r. uciekł do Polski, a następnie w 1157 r. do Niemiec, gdzie miał nadzieję uzyskać pomoc.
Okazja nadarzyła się dopiero w 1173 r. gdy Fryderyk Barbarossa zdetronizował czeskiego księcia Fryderyka i zaproponował objęcie władzy Oldrzychowi, który jednak zrezygnował na rzecz starszego brata Sobiesława II. Nowy książę odwdzięczył się nadając Oldrzychowi dzielnicę ołomuniecką. Wkrótce jednak zaczęły się nieporozumienia ponieważ Oldrzych nie zgadzał się z wrogą polityką Sobiesława II w stosunku do Rzeszy. W 1177 r. Oldrzych został uwięziony na rozkaz brata i wkrótce zmarł.
Pierwsza żoną Oldrzycha była Cecylia córka landgrafa Turyngii Ludwika I (jej siostra Judyta została później żoną Władysława II). Po raz drugi Oldrzych ożenił się z Zofią córką margrabiego miśnieńskiego Ottona Bogatego (jej siostra Adelajda była żoną Przemysła Ottokara I). Oldrzych miał córkę Agnieszkę, ale nie wiadomo, z którego małżeństwa.